# Fenix Trophy 2023–2024
Ediția 2023-2024 a Trofeului FENIX, un turneu european continental format exclusiv din echipe europene semi-profesioniste și amatoare, a fost a treia ediție a turneului. Turneul s-a desfășurat din 24 octombrie 2023 până la 10-12 mai când a avut loc un turneu al celor 4 câștigătoare ale grupelor care s-au confruntat în semifinale și finale pentru a defini clasamentul final. Competiția este sancționată de UEFA a constat din 12 echipe împărțite în patru grupe de câte trei. Cei patru câștigători ai grupelor s-au calificat în faza eliminatorie care avut loc într-o locație centralizată din Italia în mai 2024.
Campionii en-titre sunt BK Skjold. Ei au câștigat contra Prague Raptors cu 3–0 în ediția anterioară.
Este primul sezon în care participă o echipă românească, FC Venus București.

## Media
Meciurile vor fi toate transmise în flux pe canalul Fenix Trophy YouTube.

## Echipe
12 echipe au fost invitate să concureze în acest sezon. Brera Calcio care a concurat în primele două ediții a decis să nu concureze anul acesta ci mai degrabă să se concentreze pe organizarea turneului. Echipele confirmate sunt următoarele:
- KSK Beveren (Beveren)
- BK Skjold (Copenhagen)
- FC United of Manchester (Manchester)
- Prague Raptors (Prague)
- Kraków Dragoons FC (Kraków)
- FC Venus București (București)
- Vinsky FC (Paris)
- Gamle Oslo FK (Oslo)
- Gilla FC (Helsinki)
- Enfield Town FC (Enfield)
- Lewes FC (Lewes)
- Llantwit Major FC (Llantwit Major)

## Faza grupelor

### Grupa A
| Loc | Echipa         | MJ | V | E | Î | GM | GP | DG | Pct | Calificare          |
| --- | -------------- | -- | - | - | - | -- | -- | -- | --- | ------------------- |
| 1   | Enfield Town   | 4  | 3 | 1 | 0 | 10 | 4  | +6 | 10  | Fazele eliminatorii |
| 2   | Llantwit Major | 4  | 1 | 1 | 2 | 6  | 7  | −1 | 4   |                     |
| 3   | Skjold         | 4  | 1 | 0 | 3 | 5  | 10 | −5 | 3   |                     |

| Enfield Town                     | 3–1    | Skjold       |
| -------------------------------- | ------ | ------------ |
| - Youngs 35', 85' - Wyllie 90+4' | Raport | - Sonico 80' |

| Llantwit Major | 1–0    | Skjold |
| -------------- | ------ | ------ |
| - Kimmins 55'  | Raport |        |

| Skjold        | 1–4    | Enfield Town                                  |
| ------------- | ------ | --------------------------------------------- |
| - Skoning 88' | Raport | - Youngs 20', 67' - Taaffee 38' - Wylllie 43' |

| Enfield Town                       | 3–2    | Llantwit Major                |
| ---------------------------------- | ------ | ----------------------------- |
| - Otote 17' - Alves 83' - Cass 85' | Raport | - Morgan 80' - Williams 90+2' |

| Llantwit Major | 1–1    | Enfield Town  |
| -------------- | ------ | ------------- |
| Kelly 14'      | Raport | Hippolyte 70' |

| Sjold                               | 3–2    | Llantwit Major             |
| ----------------------------------- | ------ | -------------------------- |
| - Vega 52' - Lysemose 56' - Taj 76' | Raport | - Morgan 29' - Kimmins 46' |

### Grupa B
| Loc | Echipa          | MJ | V | E | Î | GM | GP | DG  | Pct | Calificare          |
| --- | --------------- | -- | - | - | - | -- | -- | --- | --- | ------------------- |
| 1   | Prague Raptors  | 4  | 4 | 0 | 0 | 12 | 4  | +8  | 12  | Fazele eliminatorii |
| 2   | Gilla           | 4  | 2 | 0 | 2 | 17 | 9  | +8  | 6   |                     |
| 3   | Venus București | 4  | 0 | 0 | 4 | 3  | 19 | −16 | 0   |                     |

| Prague Raptors                                    | 4–1    | Venus București |
| ------------------------------------------------- | ------ | --------------- |
| - Tarasenko 52', 80' - Darvishi 65' - Sabater 85' | Raport | - Caraian 90'   |

| Gilla                         | 2–4    | Prague Raptors                                 |
| ----------------------------- | ------ | ---------------------------------------------- |
| - Mettala 2' - Tammilehto 33' | Raport | - Cabranes 30', 63' - Darvishi 56' - Rizzi 76' |

| Venus București | 0–1    | Prague Raptors |
| --------------- | ------ | -------------- |
|                 | Raport | Tonchev 10'    |

| Venus București | 1–2    | Gilla                         |
| --------------- | ------ | ----------------------------- |
| Lapadovici 2'   | Raport | - Mettala 12' - Kiiskinen 22' |

| Gilla | 12–1   | Venus București |
| --- | ------ | --------------- |
| - Mettala 7', 32', 72' - Rannisto 11' - Hetemaj 18', 27', 37' - Tammilehto 50' - Liivik 64' - Yaghoubi 75' - Brand 75' - Back 88' | Raport | Florea 73'      |

| Prague Raptors                   | 3–1    | Gilla       |
| -------------------------------- | ------ | ----------- |
| - Skilling 10' - Houdek 45', 78' | Raport | Yaghoubi ?' |

### Grupa C
| Loc | Echipa                    | MJ | V | E | Î | GM | GP | DG  | Pct | Calificare          |
| --- | ------------------------- | -- | - | - | - | -- | -- | --- | --- | ------------------- |
| 1   | F.C. United of Manchester | 4  | 4 | 0 | 0 | 26 | 2  | +24 | 12  | Fazele eliminatorii |
| 2   | Kraków Dragoons           | 4  | 1 | 0 | 3 | 5  | 20 | −15 | 3   |                     |
| 3   | Vinsky                    | 4  | 1 | 0 | 3 | 3  | 12 | −9  | 2   |                     |

1. ↑  Vinsky FC were deducted one point for fielding an illegible player.

| Kraków Dragoons | 1–2    | Vinsky                     |
| --------------- | ------ | -------------------------- |
| - Sassini 77'   | Raport | - Bouaziz 85' - Semedo 88' |

| Kraków Dragoons | 1–4    | F.C. United of Manchester                    |
| --------------- | ------ | -------------------------------------------- |
| - Lemmen 50'    | Raport | - Bollado 12', 76' - Ennis 65' - Gabidon 85' |

| F.C. United of Manchester                      | 4–1    | Vinsky        |
| ---------------------------------------------- | ------ | ------------- |
| - Woodcock 53' - Oliver 82', 90' - Munro 90+4' | Raport | - Berriah 40' |

| F.C. United of Manchester | 14–0   | Kraków Dragoons |
| ------------------------- | ------ | --------------- |
|                           | Raport |                 |

| Vinsky | 0–4    | F.C. United of Manchester |
| ------ | ------ | ------------------------- |
|        | Raport |                           |

| Vinsky | 0–3 (w/o) | Kraków Dragoons |
| ------ | --------- | --------------- |
|        | Raport    |                 |

### Grupa D
| Loc | Echipa     | MJ | V | E | Î | GM | GP | DG | Pct | Calificare          |
| --- | ---------- | -- | - | - | - | -- | -- | -- | --- | ------------------- |
| 1   | Lewes      | 4  | 3 | 1 | 0 | 9  | 2  | +7 | 10  | Fazele eliminatorii |
| 2   | Gamle Oslo | 4  | 1 | 1 | 2 | 4  | 3  | +1 | 4   |                     |
| 3   | Beveren    | 4  | 1 | 0 | 3 | 2  | 10 | −8 | 3   |                     |

| Beveren       | 1–0    | Gamle Oslo |
| ------------- | ------ | ---------- |
| - Dahmany 65' | Raport |            |

| Lewes                 | 1–0    | Gamle Oslo |
| --------------------- | ------ | ---------- |
| - Lumbombo Kalala 15' | Raport |            |

| Beveren      | 1–3    | Lewes                                           |
| ------------ | ------ | ----------------------------------------------- |
| - Pieren 75' | Raport | - Dreher 16' - Lumbombo Kalala 21' - Penney 80' |

| Lewes                                                 | 4–0    | Beveren |
| ----------------------------------------------------- | ------ | ------- |
| - Wood 4' - Ogunwamide 58' - Sablier 78' - Gondoh 84' | Raport |         |

| Gamle Oslo | 1–1    | Lewes |
| ---------- | ------ | ----- |
|            | Raport |       |

| Gamle Oslo | 3–0 (w/o) | Beveren |
| ---------- | --------- | ------- |
|            | Raport    |         |

| Loc | Echipa            | MJ | V | E | Î | GM | GP | DG | Pct | Calificare     |
| --- | ----------------- | -- | - | - | - | -- | -- | -- | --- | -------------- |
| 1   | Enfield Town FC   | 1  | 1 | 0 | 0 | 3  | 1  | +2 | 3   | Knockout stage |
| 2   | Llantwit Major FC | 1  | 1 | 0 | 0 | 1  | 0  | +1 | 3   |                |
| 3   | BK Skjold         | 2  | 0 | 0 | 2 | 1  | 4  | −3 | 0   |                |

## Fazele eliminatorii

### Tabloul principal
|  | Semi-finale                  | Semi-finale    |                              |        | Finala | Finala |
|  |                              |                |                              |        |        |        |
|  | 10 mai – Desenzano del Garda |                |                              |        |        |        |
|  |                              |                |                              |        |        |        |
|  | Lewes                        | 0              |                              |        |        |        |
|  | Lewes                        | 0              | 12 mai – Desenzano del Garda |        |        |        |
|  | F.C. United of Manchester    | 1              |                              |        |        |        |
|  | F.C. United of Manchester    | 1              | F.C. United of Manchester    | 4      |        |        |
|  | 10 mai – Desenzano del Garda |                | F.C. United of Manchester    | 4      |        |        |
|  |                              | Prague Raptors | 0                            |        |        |        |
|  | Prague Raptors d.l.d.        | Prague Raptors | 0                            | 0 (13) |        |        |
|  | Prague Raptors d.l.d.        |                |                              | 0 (13) |        |        |
|  | Enfield Town                 | 0 (12)         |                              |        |        |        |
|  | Enfield Town                 | 0 (12)         | Semifinale                   |        |        |        |
|  |                              |                |                              |        |        |        |
|  | 12 mai – Desenzano del Garda |                |                              |        |        |        |
|  |                              |                |                              |        |        |        |
|  | Lewes                        | 2              |                              |        |        |        |
|  | Lewes                        | 2              |                              |        |        |        |
|  | Enfield Town                 | 1              |                              |        |        |        |

### Semifinale
| Lewes | 0–1    | F.C. United of Manchester |
| ----- | ------ | ------------------------- |
|       | Raport | - Ferguson 54'            |

| Prague Raptors | 0–0 (d.p.) | Enfield Town |
| -------------- | ---------- | ------------ |
|                | Raport     |              |
|                | 13–12      |              |

### Finala mică
| Lewes                         | 2–1    | Enfield Town     |
| ----------------------------- | ------ | ---------------- |
| - Tamplin 10' - Whelpdale 90' | Raport | - Onyeajwara 66' |

### Finala
| F.C. United of Manchester                            | 4–0    | Prague Raptors |
| ---------------------------------------------------- | ------ | -------------- |
| - Jones 35' - Bennett 45' - Gabidon 60' - Gilboy 75' | Raport |                |